# محمد منلا غزيل
محمد بن منلا (عبد المولى) بن محمد الدرويش (يناير 1936 - 5 يناير 2016) هو شاعر وكاتب سوري من مدينة منبج.

## حياته
هو الأديب والمفكر والشاعر الإسلامي الكبير محمد بن منلا (عبد المولى) بن محمد الدرويش، وغزيل هو لقب شعبي لجده اشتهر به بين الناس، وأمه هي (فضة بنت محمد النعسان) من عشيرة النعيم، وقد توفيت في عام 1952م، وكان لـفقدها أثرٌ كبيرٌ في نفسه، وكتب عنها فيما بعد أقصوصة بعنوان (الأم الطيبة)، وفيها وصف حي للحظات الوفاة.
ولد الشاعر في مدينة منبج في شهر كانون الأول عام 1936، وفيها نشأ، وألقى من على منابرها أشهر قصائده. 
وعندما بلغ السابعة من عمره أرسله والده إلى كُتَّاب الشيخ يوسف، ثم تلقى تعليمه الأولي في جامع الشيخ عقيل المنبجي، ثم اهتم بحفظ القرآن وحفظ قصائد من الشعر على يد الشيخ عبد الرحمن الداغستاني.

## دراسته وموهبته الشعرية
أحب الشعر منذ طفولته ففي عام 1949 عندما كان في الصف الخامس الابتدائي ظهرت موهبته الشعرية والأدبية فكانت له أول تجربة شعرية وهو يتغنى بمنبج بلدته الحبيبة بقصيدة عنوانها «تحية دمشق» قال فيها:
سلامٌ جلَّق مدفن آبائي... ومنبعَ نهرِ البطولةِ والإباء
سلامٌ من محبّ متيّم في... هوى ذات الهمة القعساء
هو بعيدُ الديار عنك ولكنْ... مشوق كشوق قيس لليلاء
وقد تعلم الخط ومبادئ الكتابة مما هيأ له دخول الصف الثاني الابتدائي مباشرة عام 1946ـ 1947 في مدرسة نموذج منبج، وأنهى المرحلة الابتدائية منها عام 1950م بتفوق مما أهلّه للذهاب إلى حلب ليتم دراسته الإعدادية في ثانوية المأمون بين العامين1950 م و 1954م.
وكان لنشأته هذه ولطبيعة منبج أثرهما في تكوين شخصيته؛ فقد شغفه حبها مفتوناً بأجوائها ودروبها وأطايب أشجارها وأفيائها، كل ذلك كان محركاً مهماً لشاعريته الفذة.
وكتب قصتين الأولى بعنوان «الوفاء»، والثانية بعنوان «الجزاء»، وفي هذه الفترة أكبَّ على قراءة كتب المنفلوطي «العبرات- مجدولين – في سبيل التاج».
وقد كتب إلى أستاذه عمر كردي الأكرم، وهو في الصف الأول الإعدادي تحت عنوان «تحية يراع»: 
إليه... إلى مثال النظام ورمزه وعنوان العظمة والعمل.. أرفع هذه النفثة القصيرة من اليراع الطفل والقلم الفتي.. بل هذه الأغرودة النشوانة والنغمة الشجية.. إلى الأستاذ عمر كردي الأكرم:
إن قلت شعراً، قصيد الشعر يخذلني
فالوصف من اسمه الضواع فوّاحا
والدرّ منظوم إعجاب لمرشــدنا
نحو النظام نظام منه قد لاحا
قد لاح في الليل نبراساً لنهضـتنا
وفي النهار إلى الإبداع مصباحا
مصباح هدي وبالفاروق متشح
نال الجزاء فكلّ النفس أفراحا
وفي الصف الثالث الإعدادي نشر دراسة نقدية لديوان «مع الفجر» للشاعر سليمان العيسى في جريدة الشباب الحلبية، وكانت النسخة هدية من أستاذه فاضل ضياء.
وقد أخذت شهرته تزيد يوماً بعد يوم وذلك لما امتاز شعره من حُسن وعذوبة وجمالاً. وفي هذه الفترة كان شعره ينحو نحواً غزلياً؛ ففي عام 1953م نشر قصيدة بعنوان حُطام «المنديل الأخضر»، ومن أبياتها:
ضمخّتُ قلبي بالشذى وفرشتُ دربي بالمروجْ
وحملتُ منديل المنى وحدي على الدرب البهيج
كيما أناولَ زهرتي رمزاً لأشــــواقٍ تموج
في خافقي، بصبابتي بيضاً ويا طهـرالثلوج
وفي عام 1954 م بتاريخ الحادي والثلاثين من كانون الثاني نشرت جريدة الجمهور العربي قصيدته العمودية بعنوان «شعر» قال فيها:
يا بسمة الفجر من إشراق دنيانا
يا نغمة الشعر بين الورد سكرانا
قد داعب الحب من قيثارنا وترا
فرتل اللحن، لحن الطهر نشوانا
وغرّد البلبل الصداح منتشياً
فوق الغصون وطاب الهمس ألحانا
حسنا هيّا أقبلي نروي جوانحنا
من خمرة الشوق فالأرواح تهوانا
ورتلّي اللحن، لحنا طال مرقده
بعد الفراق، ولحنا فيه ذكرانا
ثم تابع دراسته في حلب فأتم المرحلة الثانوية في ثانوية المعري، ثم في ثانوية سيف الدولة، وأخيراً في ثانوية إبراهيم هنانو.
نال شهادة الدراسة الثانوية الأدبية فرع الآداب واللغات سنة 1957م.
وفي ثانوية المأمون درس على يد الشيخ أحمد عزالدين البيانوني وإسماعيل حقي والأديب القاص فاضل ضياء الدين رحمهم الله.. وغيرهم من أساتذة حلب الشهباء الكبار.
وقد جذب الأنظار إليه حين بدأ ينشر في الصحف والمجلات مما فطن له أساتذته مستقبلاً باهراً في عالم الشعر.
وأطلق عليه أستاذه إسماعيل حقي لقب «البحتري الصغير» وكان سعيداً بهذا اللقب فبدأ ينشر ويوقع به تحت ما ينشر، وأول مجلة نشرت له تحت اسمه ولقبه كانت مجلة (الصاحب) البيروتية لصاحبها حنا غالب، فنشرت له قطعة من الشعر المنثور بعنوان (مع الطبيعة)، ثم تتالى نشره بهذا اللقب في عدد من الصحف والمجلات المحلية السورية منها جريدة البريد السوري، ومجلة الجمهور الجديد البيروتية الذي نشر فيها باسم مستعار آخر هو (البلبل المجهول) قصيدة مطلعها:
عيناك سرٌّ ملهم... في خاطري يتلعثم
وفي المرحلة الثانوية كان يكتب إنتاجه الأدبي في جريدة (الشهاب).
ثم انتقل إلى دمشق ليتابع دراسته في جامعة دمشق في قسم اللغة العربية كلية الآداب بين 1958 حتى عام 1961 حيث نال شهادة الإجازة في الآداب (اللغة العربية).
وبعد ذلك في عام 1962م حصل على أهلية التعليم الثانوية في صورة دبلوم عامة في التربية.

## الأعمال التي زاولها
عمل في مجال التدريس مدة من الزمن حتى أحيل إلى التقاعد لأسباب صحية خاصّة في تاريخ 15 نيسان 1969م، وانصرف بعد ذلك إلى الإنتاج الأدبي، وتدريس بعض الساعات في اللغة العربية تكليفاً حتى عام 1977م، وبعدها اعتزل التدريس تماماً.

## إنتاجه الأدبي
من أهم أعماله الأدبية المطبوعة عدد من الدواوين الشعرية وهي كالآتي:
1- في ظلال الدعوة: صدر في حلب عام 1956م وكان الشاعر في العشرين من عمره، ثم صدرت طبعة ثانية منقحة في حماة بنفس العام.
2- الصبح القريب: صدر عام 1959 م وهو في السنة الثانية في قسم اللغة العربية، وقدم له الأستاذ عصام العطار.
3- الله والطاغوت: صدر في 28 آذار 1962 م، وهو في صف الدبلوم العامة في كلية التربية.
وقد جمع مختارات من شعره في المجموعات الثلاث السابقة بديوان مستقل عنوانه «اللؤلؤ المكنون» عام 1962.
ثم توقف عن الكتابة حتى عام 1971م؛ فعاد واستأنف إنتاجه الأدبي فأصدر عدداً من المجموعات هي (طاقة الريحان) 1974م، ثم «البنيان المرصوص» عام 1975م، ثم «اللواء الأبيض» 1978م.
وإلى جانب هذا الإنتاج الشعري كان يكتب في مجلة «حضارة الإسلام» بعض المقالات التي جمعها في ثلاثة كتب نثرية؛ أولها بعنوان (على طريق الوعي الحضاري العربي الإسلامي)، وثانيها بعنوان (في رحاب الأدب العربي) ويضم عدداً من المحاضرات الأدبية، أما
ثالثها فكان عنوانه (كلمات على طريق الوعي الحضاري)، طبع في حلب عن المكتبة العربية عام 1978م، 88 صفحة.
وظل يكتب حتى أواخر عام 1977م حيث صدرت أعماله الشعرية في مجلد واحد، وكذلك صدرت أعماله النثرية موزعة على العناوين الثلاثة السابقة.

## شغفه بالقراءة وموسوعيته الثقافية
عرف الشاعر بكثرة مطالعاته وقراءاته؛ فكان يتردد كثيراً منذ شبابه إلى دار الكتب الوطنية في حلب ليقرأ ألواناً مختلفة من الثقافات التاريخية والدينية والأدبية ودواووين الشعراء المحدثين؛ فكان لذلك الأثر العميق في تنمية موهبته الفطرية المتألقة والمتميزة وزيادة انتاجه الشعري الخصب.
ولعل المادة الثقافية التي أسهمت في بناء ثقافته هي المادة المدرسية ولا سيما في ظل بعض الأساتذة الموهوبين مثل فاضل ضياء الدين، الذي كان له تأثيره الخاص عليه وعلى تشجيعه لاقتحام الميدان الأدبي بجدارة.
وهو من عشاق القراءة، إذ يقرأ كل شيء يقع تحت يديه في الأدب والفكر والفلسفة والتاريخ والسياسة، ويتنقل بين العلوم الإسلامية جميعها، وله صحبة طويلة مع الكتاب منذ طفولته وحتى أيامه هذه، فكل وقت لا يكون فيه متكلماً أو مشغولاَ بحاجاته الضرورية يشغله بالقراءة.
ومكتبته حاضرة في ذهنه يستحضر منها ما يشاء ومتى شاء، فهو لا يمتلك مكتبة في بيته، ولكنه جعلها في قلبه وعقله، ويحفظ أسماء الكتب وأسماء المؤلفين وكأن ذلك يتراءى له أمام عينيه، وجُلَّ وقته يقضيه في المركز الثقافي في منبج. 
وعن مهمة الشعر يقول الشاعرفي مقابلة أجراها معه الشاعر عبد الله عيسى السلامة: «مهمة الشعر عندي أن يكون تعبيراً صادقاً عن نفس قائله شريطة أن تتعلق اهتمامات النفس بمعالي الأمور دون سفاسفها وترّهاتها.. ويسلك التعبير مبيناً عن ذلك مسالك شتى سلباً وإيجاباً هدماً أم بناء، وليست مهمة الشعر ـ تصويراً وتعبيراً ـ أن ينافس الواعظين في توجيههم النبيل لأن الواعظ يناسبه التفصيل والتبسيط أما الشعر فهو لغة الإيماء والإيحاء والتلميح.. ».

## صفاته وشخصيته
عرف عنه أنه عفيف النفس، صادق العاطفة، رقيق القلب، ولا غرابة في ذلك؛ فالشعر مرآة روح الشاعر، وصوت فؤاده، وهمس وجدانه، وشعره حافل بكل ما يمتاز به من نبوغ وجرأة ومروءة وشمم وإباء .
وهو صاحب القلب السليم الصافي من الضغائن والأحقاد؛ فعلاقته طيبة مع أبناء مدينته وكل الدعاة والعلماء وطلاب العلم، يسمع من صغيرهم وكبيرهم، ويشجعهم على الكلام ويحضر مجالسهم ومناسباتهم بكل تواضع وسعة صدر .
إنه بحق شاعرٌ مثاليٌ شجاع، لم يخفْ قوياً، ولم يتملقْ ثرياً، ولم يمجد غير البطولات والمروءات والقيم النبيلة في مجتمعه، وعاش حياة الكفاف، ولو أراد لتدفقت تحت قدميه ينابيع الغنى والشهرة والجاه، ولكنه خُلِقَ عزيزاً أبياً فيه من الإنسانية أكرم هباتها، وأمتن مقوّماتها.
وشخصيته تتميز بذكاء وقدرة على الإبداع واستحضار الحجة، وحافظة جامعة تجمع أرقاماً وتواريخ وأسماء كتب وأسماء مؤلفين وحوادث تاريخية ومناسبات علمية وأدبية وسياسية؛ فحياة طويلة عاشها مع كتب الأدب والحكمة والشعر وعلوم الشريعة صقلت شخصيته العلمية ورسمت معالم طريقته الدعوية، حتى أصبح علماً من أعلام شعراء الدعوة الإسلامية، وصانعاً من صناع الحياة.
ولم يتزوج الشاعر، فقد آثر العلم على الزواج كما هو شأن بعض العلماء السابقين كالإمام النووي والزمخشري وجمال الدين الأفغاني وابن تيمية وسيد قطب وغيرهم.
ولم يعان أزمة حرية، لأن الأزمة ليست أزمة حرية إنما هي أزمة أحرار، ولأن كل مايريد أن يقوله فقد قاله ضمن الشروط التي كانت قائمة في ذلك الزمن، وعندما ينظر الآن إلى أعماله الشعرية الكاملة ويجد فيها الإشارة إلى بعض الأشخاص أو الرموز التاريخية التي كانت حينها، أحياناً يتلف هذه النصوص لصلتها بالجانب الشخصي؛ لأن التجريد عنده أهم بكثير من الشخصنة مهما كان قدرهم، فأهمية الفكرة أكبر من أهمية الشخص، إذ لا بد للفكرة من حامل يرفع لوائها .
وهو يردد كثيراً المثل الصيني الذي يقول: (إن ذوي العقول الكبيرة يتناقشون في الأفكار، وإن ذوي العقول المتوسطة يتناقشون في الأشخاص، وإن ذوي العقول الصغيرة يتناقشون في الأشياء)، وقال أحدهم: (إن العقول إذا ارتقت التقت).
ويَعْتبِر الشاعر نفسه رائد التوفيق الثوري بين التراث والمعاصرة، متخذاً بذلك شعاراً من قول الإمام علي كرّم الله وجهه: (خير هذه الأمة النمط الأوسط يلحق به التالي ويرجع إليه الغالي، اليمين مضلّة والشمال مضلّة والجادة هي الوسطى)، وهذا تفسير لقوله تعالى: (وكذلك جعلناكم أمة وسطاً لتكونوا شهداء على الناس ويكون الرسول عليكم شهيدا) [البقرة: 143] ؛ فالوسطية التي تجمع بين محاسن أهل اليمين وأهل الشمال هي ما يتحراه في موقفه الحضاري موفقاً بين الولاء للتراث وبين المعاصرة.

## أسلوبه الأدبي ومنهجه في الدعوة
لقد جمع الشاعر في شخصيته جوانب عدة متنوعة في الأدب والشعر والثقافة والفكر والدعوة والنشاط الاجتماعي، وعرف كشاعر وأديب قبل أن يعرف كداعية وخطيب، إلا أن نشاطه الدعوي غلب على اهتماماته الأخرى؛ فشغل جلَّ وقته في نشر رسالة الإسلام ، والقيام بدور اجتماعي وتكافلي ضمن حدود استطاعته، فهو خطيب المجالس وفارس الكلمة وحكيم الدعوة، شغل نفسه بالدعوة على طريقته المميزة بالحكمة والكلمة الطيبة والموعظة الحسنة ، ويسانده في ذلك أدب وفكر وفلسفة وثقافة متنوعة لا يجاريه بها أحد من معاصريه.
ومن يستمع لحديثه يشعر بالمتعة ؛ لسعة اطلاعه وغزارة أفكاره التي يلقيها موثقة مهذبة منمقة ، وهو يمتاز بذاكرة قوية فذة ، فكثيراً ما نجده يستحضر حوادث عاشها منذ زمن طويل وكأنها ماثلة أمام عينيه .
وقد برز في جانب الدعوة إلى الله بشكل كبير، فهو يعتبر كل مسجد أو مجلس عزاء أو فرح منبراً له ، بكلامه العذب الذي يوقظ الوجدان ويشحن العقول ويهذب النفوس، فإذا تكلم سحر الناس بأدبه وحكمته، بلغة فصيحة وعبارات متناسقة وبلاغة جلية، بلا تكلف أو تصنع ، مردداً قول القائل:
ولست بنحوي يلوك لسانه 
ولكن سليقي أقول فأعرب
وما عرف عنه أنه تلكأ في الكلام أو تعثر في العبارة أو خطأ في النحو ، فهو أستاذ الأدب ومدرس اللغة العربية سابقاً، وشاعر الكلمة وفارس البيان .
وغالباً ما يشتمل حديثه على الرواية والدراية، فيذكر أحاديث النبي التي تناسب المقام الذي هو فيه، ثم ينتقل إلى جانب الدراية والفهم، وذلك من خلال شرح الأحاديث وبيان دقائق العلم التي تتصل بها. 
وله حوارات كثيرة وندوات متعددة ، ولا يخلو يومه من مناسبة أو أكثر يكون فيها متكلماً وداعية، بل ربما تمر عليه أيام يحضر في اليوم الواحد منها أربع أو خمس مناسبات، ولا يحضر مجلساً إلا وله الحظ الأوفر من الكلام .
وقد نهج في السنوات الأخيرة من مسيرة الدعوة طريقة السؤال والجواب ، لإثارة الانتباه ، وترسيخ العلم ، وتشجيع طلاب العلم على البحث والدراسة وأسلوب الحوار وتبادل الآراء وتوصيل الأفكار بشكلها الصحيح، فكان يطلب من أحد طلاب العلم الموجودين في أي مجلس من المجالس التي يحضرها أن يسأله ، لبيادر بالإجابة بعيداً عن المسائل الخلافية أو دقائق الفقه ، بل في الفكر والدعوة والحضارة ، وكأنه قد بنى أكاديمية يسألونك في الدين والحضارة والحياة .

## نفحات من شعره
امتزج شعره باللون الاجتماعي، والسياسي معاً ضمن إطار التزامه بالنهج الإسلامي.
وفي قصيدته العذبة الفتية يروي لنا شاعرنا قصة بدر تحت عنوان «العصبة المسلمة»:
وبدر أي وهج في سناها
أضاء القلبَ فاستوحى هداها
وذكرني بصورة مصطفاها
يقود المؤمنين إلى علاها
إلى الفوز المبين إلى التفاني
إلى قمم الجهاد، إلى ذراها
وذكرني دعاء في لظاها
يموج بلهفة رحبٍ مداها
تهزّ النفسَ حرقة مجتباها
يناجي فاطرَ الكون الإلها
إلهي لستَ تُعبد إن أتاها
هلاك يا إلهي أو عراها
فهذي قلة نذرتْ قواها
لدعوتها، ولن ترضى سواها
وله قصيدة نقدية بعنوان «الله والطاغوت» ضمن ديوانه «اللؤلؤ المكنون»، ومنها اخترت هذه الأبيات :
وقد تمَّ قبل سنوات تكريمه من قبل مديرية الثقافة بحلب بالتعاون مع المركز الثقافي في منبج في تاريخ 3/12/2007م ، وسميت مكتبة المركز الثقافي بمنبج باسمه .
ومن أجمل ما قال في قصيدته الحرف والمعركة :
رسالة الحرف تأبى أن نضيعها
سدى هباء مع الأوهام لاهينا
لا لن نمرغ في الأوحال فطرتنا
ما دام نور كتاب الله يهدينا

## وفاته
توفي في صباح يوم الثلاثاء 25 ربيع الأول 1437هـ الموافق لـ 5 يناير 2016، ودفن في المقبرة الشمالية صرب شنكان في مدينة منبج بريف حلب الشرقي.